# Géza Székány
Géza Székány (25 marzo 1890 – 6 marzo 1958) è stato un calciatore e allenatore di calcio ungherese, fratello dell'allenatore Kalman.

## Carriera

### Club

#### Calciatore
Székány gioca nel 33 FC di Budapest, club con il quale ottiene due penultimi posti tra il 1911 e 1912, ottenendo una convocazione nella nazionale magiara.

#### Allenatore
Lasciato il calcio giocato, divenne nel 1922 allenatore dell'Union Saint-Gilloise, in Belgio. Con il club di Saint-Gilles vinse il campionato 1922-1923.
Nel 1930 si trasferisce in Italia per allenare il Genova 1893. Con i rossoblu, pur esordendo in panchina con una sconfitta contro il Legnano, ottiene il quarto posto nella Serie A 1930-1931. Ciò non basta per ottenere la riconferma sulla panchina del Grifone.
Nel 1932 torna sulla panchina dell'Union Saint-Gilloise, con cui conquista nuovamente campionato.
Nel 1933 si trasferisce in Francia all'Olympique Alès, che militava in Division 2. La permanenza nel club della Linguadoca è breve, poiché già nella stessa stagione passa al SC Fives che militava in massima serie.
Con il club di Lille, ottiene il secondo posto nella Division 1 1933-1934, ad un solo punto dal Sète campione.

### Nazionale
Nel 1911, mentre militava nel 33 FC venne convocato dalla nazionale ungherese per disputare un'amichevole contro l'Italia. L'incontro, disputatosi a Milano il 6 gennaio terminò 1 a 0 per i magiari.

## Statistiche

### Cronologia presenze e reti in Nazionale
| Cronologia completa delle presenze e delle reti in nazionale ― Ungheria | Cronologia completa delle presenze e delle reti in nazionale ― Ungheria | Cronologia completa delle presenze e delle reti in nazionale ― Ungheria | Cronologia completa delle presenze e delle reti in nazionale ― Ungheria | Cronologia completa delle presenze e delle reti in nazionale ― Ungheria | Cronologia completa delle presenze e delle reti in nazionale ― Ungheria | Cronologia completa delle presenze e delle reti in nazionale ― Ungheria | Cronologia completa delle presenze e delle reti in nazionale ― Ungheria |
| Data                                                                    | Città                                                                   | In casa                                                                 | Risultato                                                               | Ospiti                                                                  | Competizione                                                            | Reti                                                                    | Note                                                                    |
| ----------------------------------------------------------------------- | ----------------------------------------------------------------------- | ----------------------------------------------------------------------- | ----------------------------------------------------------------------- | ----------------------------------------------------------------------- | ----------------------------------------------------------------------- | ----------------------------------------------------------------------- | ----------------------------------------------------------------------- |
| 6/01/1911                                                               | Milano                                                                  | Italia                                                                  | 0 – 1                                                                   | Ungheria                                                                | Amichevole                                                              | -                                                                       |                                                                         |
| Totale                                                                  |                                                                         | Presenze                                                                | 1                                                                       |                                                                         | Reti                                                                    | 0                                                                       |                                                                         |

## Palmarès

### Allenatore

#### Competizioni nazionali
- Campionato belga: 2

Union Saint-Gilloise: 1922-1923, 1932-1933